# Брейккер, Брон
Бро́нсон Рехшта́йнер (англ. Bronson Rechsteiner, род. 24 октября 1997[…], Вудсток, Джорджия) — американский рестлер и бывший игрок в американский футбол. В настоящее время он выступает в WWE, на бренде Raw под именем Бро́н Бре́йккер (англ. Bron Breakker). Он является двукратным чемпионом NXT, двухкратным интерконтинентальным чемпионом WWE, победителем Dusty Rhodes Tag Team Classic 2024 года и командным чемпионом NXT вместе с Бароном Корбином.
Он является сыном рестлера Рика Штайнера и племянником Скотта Штайнера, что делает его рестлером во втором поколении.

## Ранняя жизнь
Рехштайнер родился в Вудстоке, Джорджия. Он учился в средней школе Etowah High School в Вудстоке, где играл в футбол, получая награды в течение трёх лет. Он также занимался борьбой, выиграв чемпионат штата Джорджия класса АААААА (весовая категория до 100 кг) в 2016 году. Рехштайнер продолжил обучение в Государственном университете Кеннесо по специальности «уголовное правосудие», где играл за команду «Кеннесо Стейт Оулс». Будучи первокурсником в 2016 году, он играл в специальных командах и защите. В 2017 году он перешел в нападение в качестве раннинбека. Он также выступал в команде по борьбе.

## Карьера в американском футболе
В апреле 2020 года Рехштайнер подписал контракт с командой НФЛ «Балтимор Рэйвенс» в качестве свободного агента и был освобожден в августе 2020 года.

## Карьера в рестлинге

### Ранняя карьера (2020—2021)
Рехштайнер дебютировал в рестлинге 8 октября 2020 года в Рингголде, Джорджия, на шоу WrestleJam 8, организованном AWF/WOW, победив Джейми Холла.

### WWE

#### NXT (2021—2024)
В феврале 2021 года WWE объявила о подписании контракта с Рехштайнером. Позже в том же месяце он был направлен на тренировки в WWE Performance Center в Орландо, Флорида. 16 мая 2021 года на шоу WrestleMania Backlash Рехштайнер и несколько других рестлеров изображали зомби в матче с дровосеками между Дамианом Пристом и Мизом. В эпизоде NXT от 14 сентября Рехштайнер под именем Брон Брейккер дебютировал, победив ЛА Найта. Затем в конце шоу он провел очную ставку с чемпионом NXT Томмасо Чиампой. Брейккер не смог победить Чиампу в матче за титул на специальном телевизионном шоу Halloween Havoc 26 октября.
4 января 2022 года на New Year’s Evil он победил бывшего чемпиона Томмасо Чиампу и завоевал титул чемпиона NXT. На NXT Roadblock Брейккер защищал титул чемпиона NXT против Чиампы и Дольфа Зигглера, в котором Зигглер удержал Чиампу, завершив чемпионство Брейкера длиной в 63 день. На эпизоде Raw от 4 апреля Брейккер победил Зигглера и во второй раз стал чемпионом NXT. На Heatwave 16 августа Брейккер сохранил титул против Джей Ди Макдона, после матча он столкнулся с чемпионом Соединённого Королевства NXT Тайлером Бейтом. На Worlds Collide Брейккер победил Бейта и объединил титулы чемпиона NXT и чемпиона Соединённого Королевства NXT. На Halloween Havoc в октябре 2022 года Брейккер победил Макдону и Илью Драгунова в матче тройной угрозы и сохранил титул чемпиона NXT. На Deadline в декабре 2022 года Брейккер успешно защитил титул чемпиона NXT против Аполло Крюса.
На New Year’s Evil 10 января 2023 года Брейккер победил Грейсона Уоллера по отсчёту и сохранил титул чемпиона NXT; на Vengeance Day 4 февраля он снова победил Уоллера, на этот раз в матче в стальной клетке. На шоу Stand & Deliver 1 апреля Брейекер проиграл Кармело Хейсу, завершив свое чемпионство в 362 день.

#### SmackDown (с 2024)
На эпизоде SmackDown 16 февраля генеральный менеджер Ник Алдис объявил, что Брейкер официально присоединился к SmackDown, и вывел его на сцену для подписания контракта, тем самым подтвердив его вызов в основной ростер.

## Личная жизнь
По состоянию на декабрь 2021 года Рехштайнер состоял в отношениях с коллегой по NXT Корой Джейд.

## Титулы и достижения
- Pro Wrestling Illustrated
  - № 26 в топ 500 рестлеров в рейтинге PWI 500 в 2022
- Wrestling Observer Newsletter
  - Дебютант года (2022)
- WWE
  - Чемпион NXT (2 раза)
  - Командный чемпион NXT (1 раз) — с Бароном Корбином
  - Dusty Rhodes Tag Team Classic (2024) — с Бароном Корбином
  - Интерконтинентальный чемпион WWE (2 раза)